# Východoněmecká ženská basketbalová reprezentace
Východoněmecká ženská basketbalová reprezentace reprezentovalo NDR v mezinárodních soutěžích v basketbalu.

## Mistrovství světa
| Rok/pořádající země | Účast                           |
| ------------------- | ------------------------------- |
| MS 1953 Chile       | Ne                              |
| MS 1957 Brazílie    | Ne                              |
| MS 1959 SSSR        | Ne                              |
| MS 1964 Peru        | Ne                              |
| MS 1967 ČSSR        | 4. místo                        |
| MS 1971 Brazílie    | Ne                              |
| MS 1975 Kolumbie    | Ne                              |
| MS 1979 Korea       | Ne                              |
| MS 1983 Brazílie    | Ne                              |
| MS 1986 SSSR        | Ne                              |
| MS 1990 Malajsie    | Ne                              |
| Celkem              | Účast – 1× · – 0× · – 0× · – 0× |

## Mistrovství Evropy
| Rok/pořádající země | Účast                           |
| ------------------- | ------------------------------- |
| ME 1938 Itálie      | Ne                              |
| ME 1950 Maďarsko    | Ne                              |
| ME 1952 SSSR        | 12. místo                       |
| ME 1954 Jugoslávie  | Ne                              |
| ME 1956 ČSR         | Ne                              |
| ME 1958 Polsko      | 9. místo                        |
| ME 1960 Bulharsko   | Ne                              |
| ME 1962 Francie     | Ne                              |
| ME 1964 Maďarsko    | 6. místo                        |
| ME 1966 Rumunsko    | Bronzová medaile                |
| ME 1968 Itálie      | 4. místo                        |
| ME 1970 Nizozemsko  | Ne                              |
| ME 1972 Bulharsko   | 7. místo                        |
| ME 1974 Itálie      | Ne                              |
| ME 1976 Francie     | Ne                              |
| ME 1978 Polsko      | Ne                              |
| ME 1980 Jugoslávie  | Ne                              |
| ME 1981 Itálie      | Ne                              |
| ME 1983 Maďarsko    | Ne                              |
| ME 1985 Itálie      | Ne                              |
| ME 1987 Španělsko   | Ne                              |
| ME 1989 Bulharsko   | Ne                              |
| ME 1991 Izrael      | Ne                              |
| Celkem              | Účast – 6× · – 0× · – 0× · – 1× |

## Olympijské hry
| Rok/pořádající země | Účast                           |
| ------------------- | ------------------------------- |
| Montreal 1976       | Ne                              |
| Moskva 1980         | Ne                              |
| Los Angeles 1984    | Ne                              |
| Soul 1988           | Ne                              |
| Barcelona 1992      | Ne                              |
| Celkem              | Účast – 0× · – 0× · – 0× · – 0× |